# Legione straniera francese
(Motto in latino della Legione straniera)

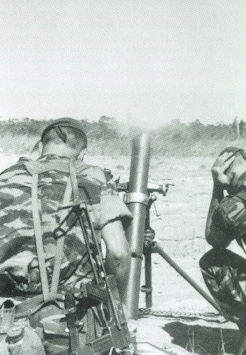
Paracadutisti della legione alle prese con un mortaio durante la battaglia di Kolwezi (Zaire)

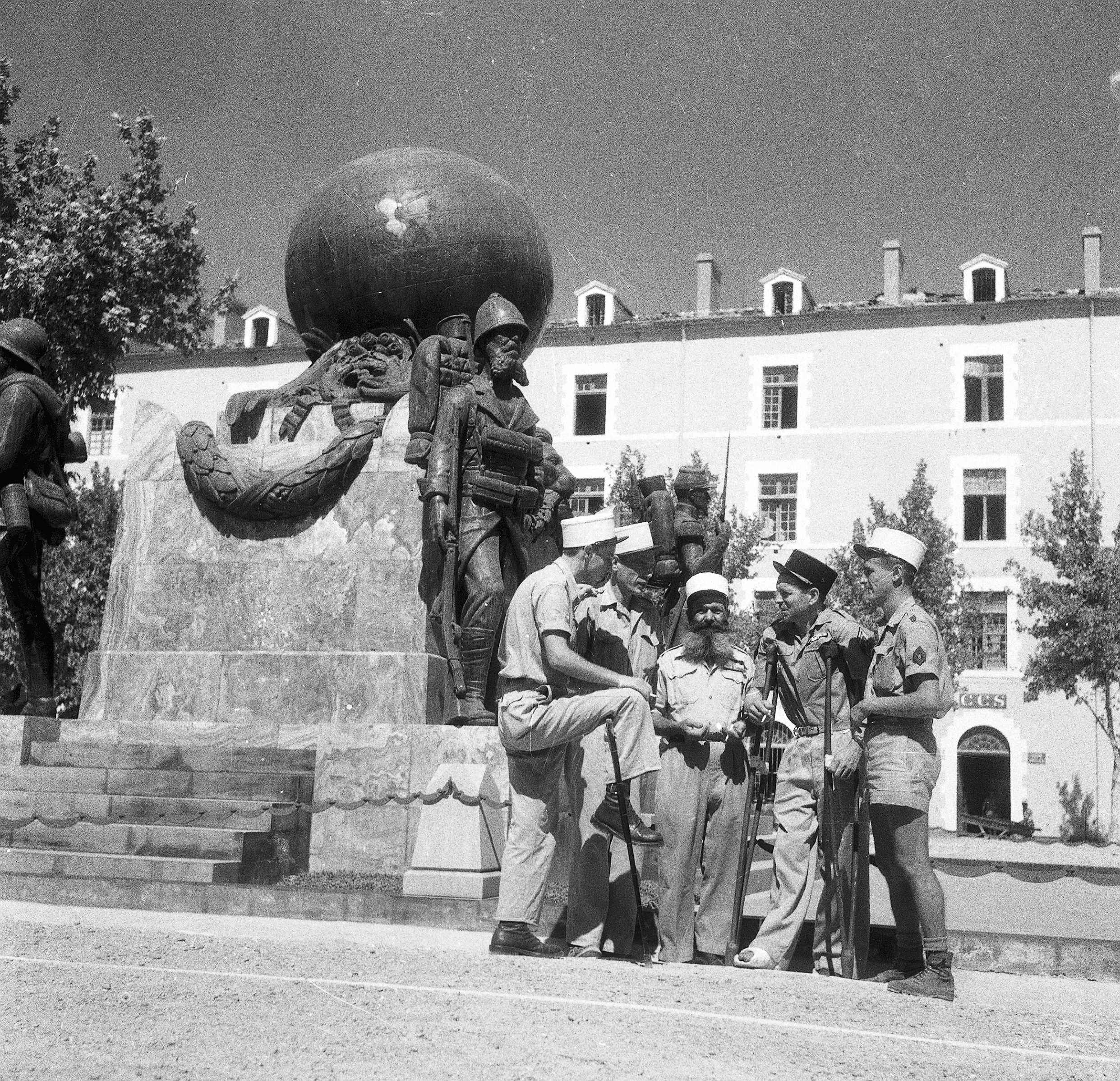
Monumento ai caduti della Legione straniera in Algeria

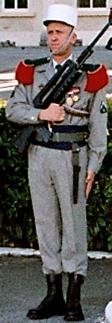
Brigadier chef in servizio presso il 1º REC di Orange

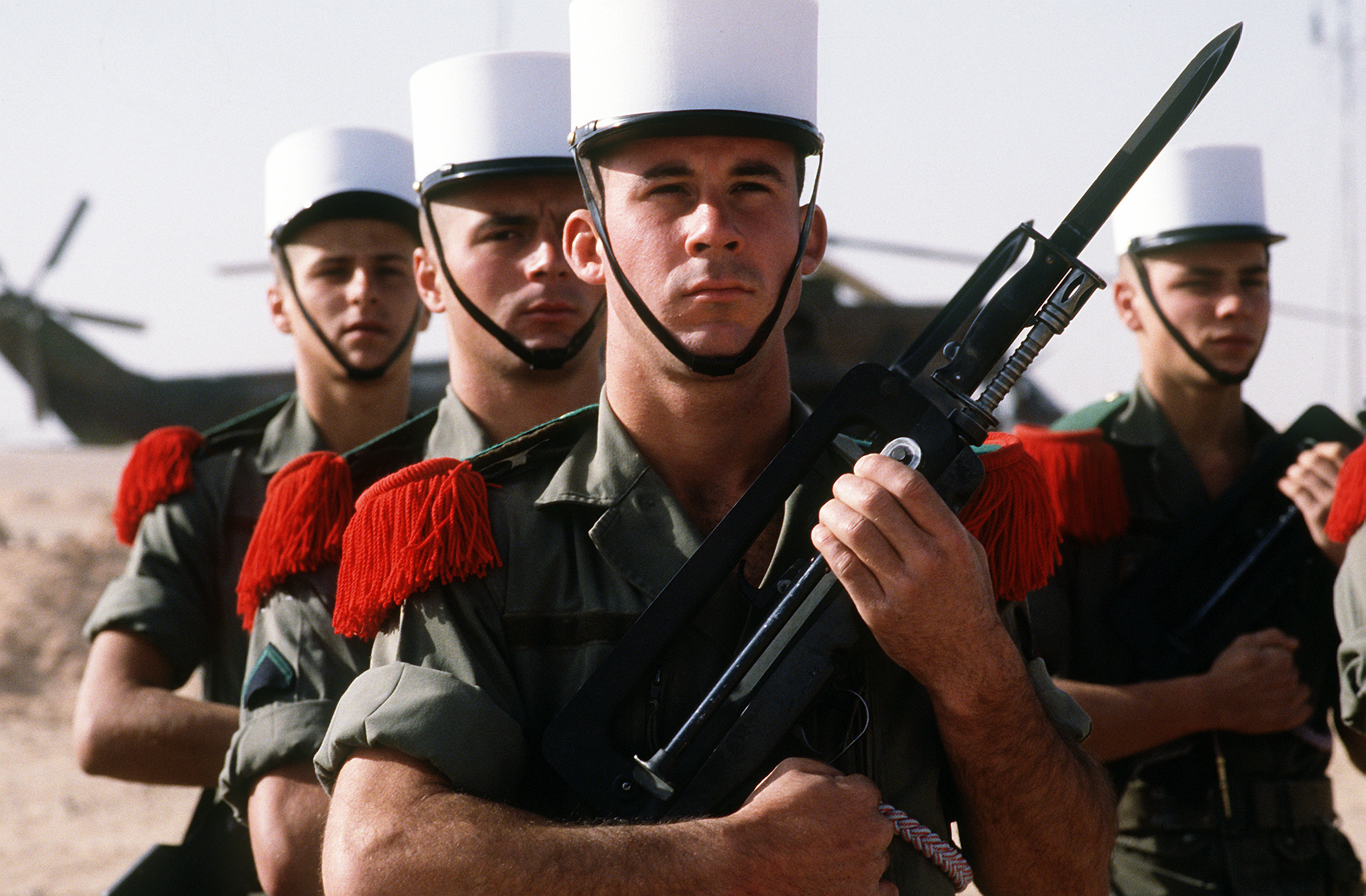
Legionari in Arabia Saudita nel 1992

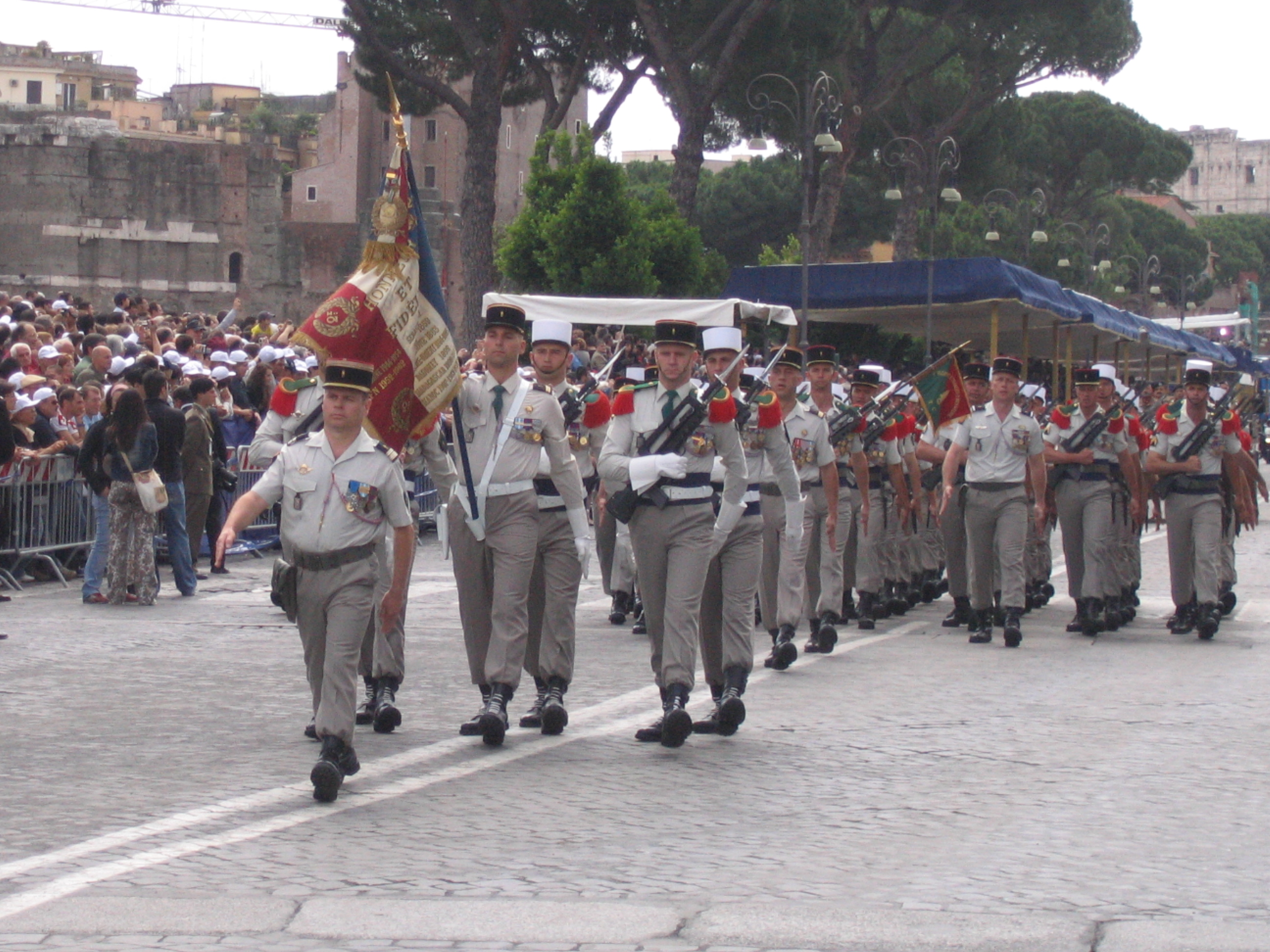
Il 1º RE alla sfilata di Roma del 2 giugno 2007 per la festa della Repubblica

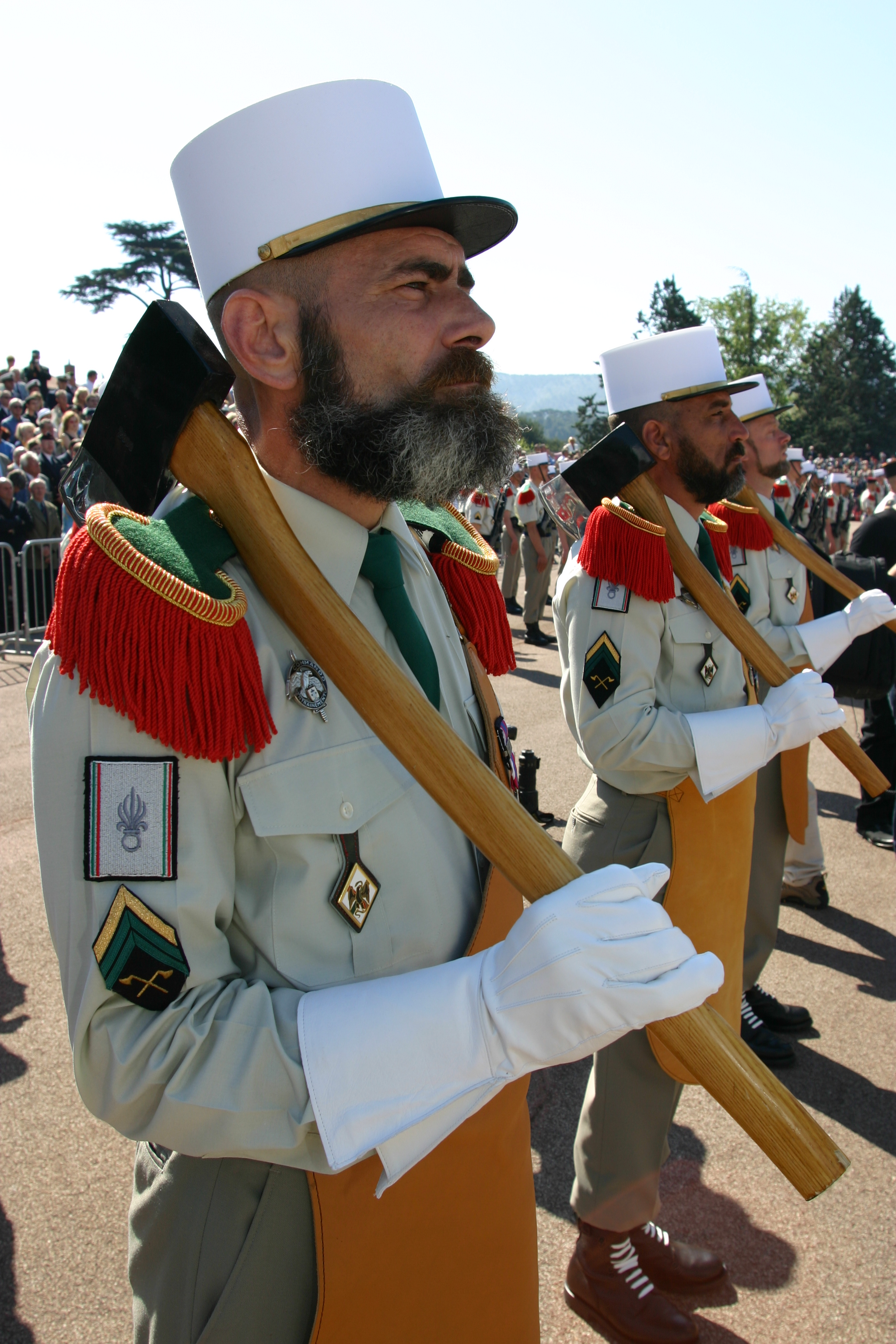
Legionari pionieri del I Reggimento

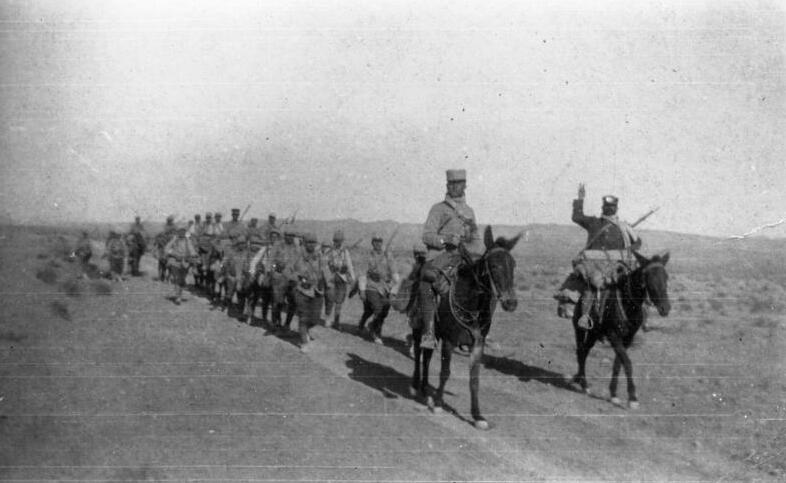
Legionari in Marocco nel 1920

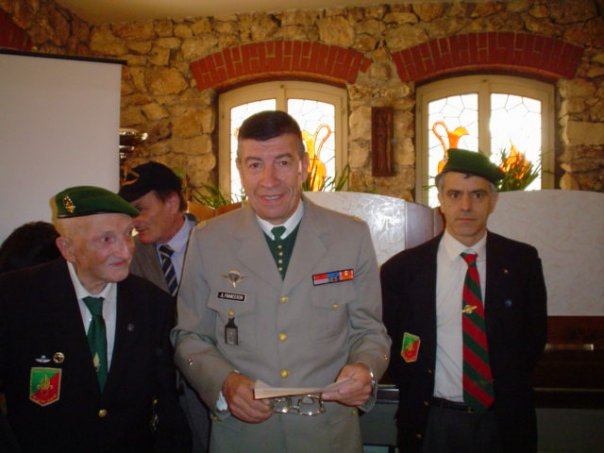
Vicenza 2004. A sinistra Federico Colombatto, classe 1913, il legionario più anziano d'Italia ripreso con il generale Franceschi, ex comandante della Legione straniera

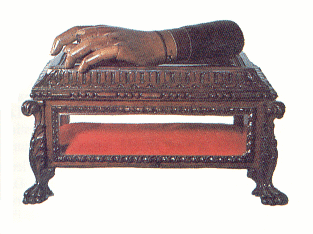
La mano del capitano Danjou, eroe di Camerone

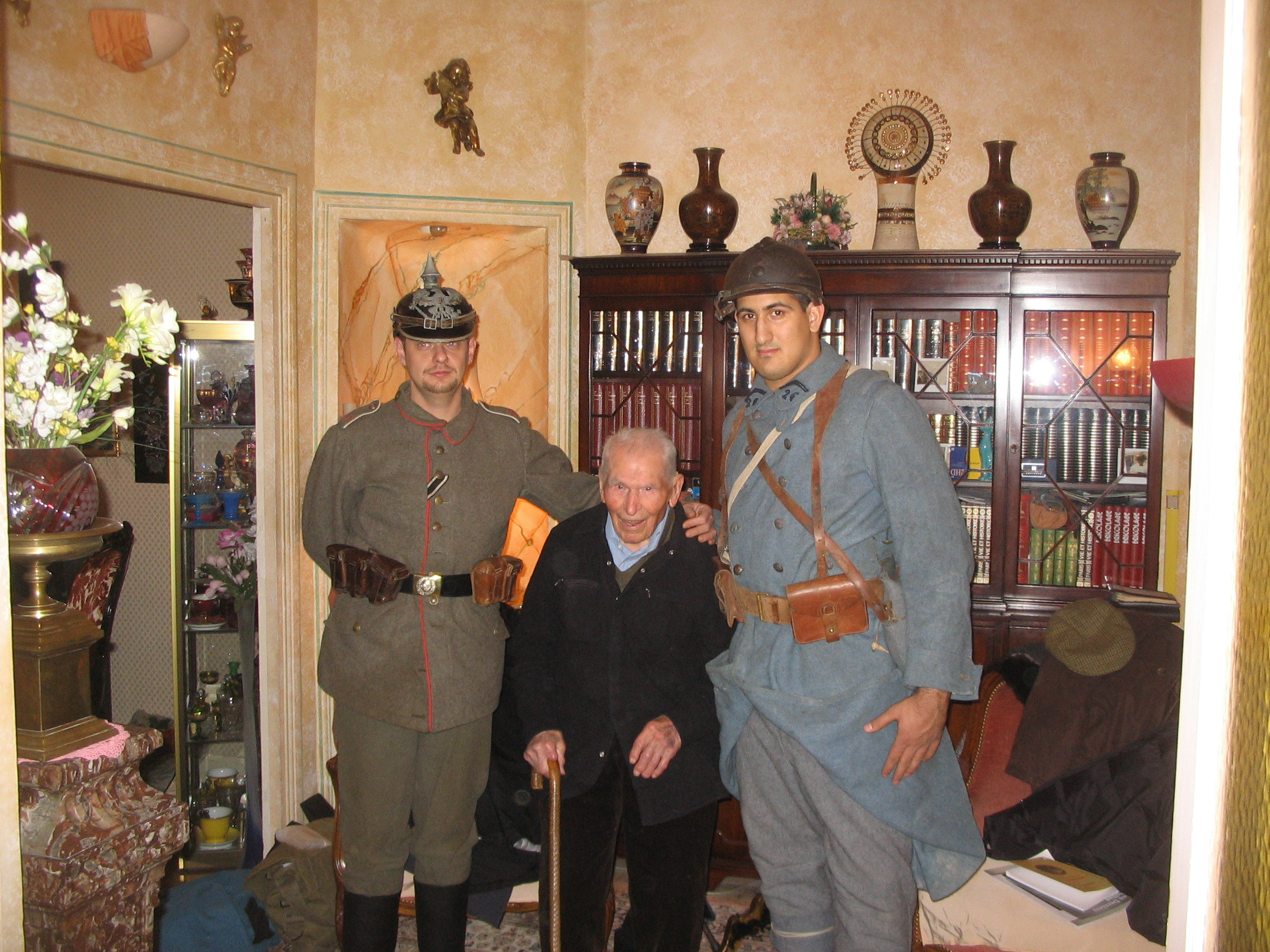
Lazzaro Ponticelli (1897-2008), ex legionario francese ed ex alpino italiano della Grande Guerra

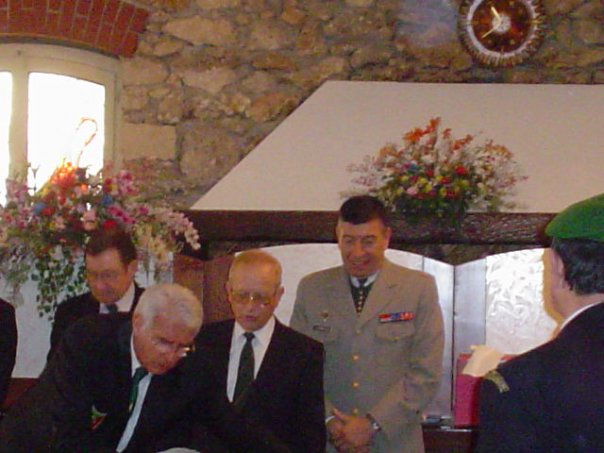
Vicenza 2004. A destra il generale Franceschi ex comandante della Legione straniera e alla sua destra il generale Vittorio Tresti

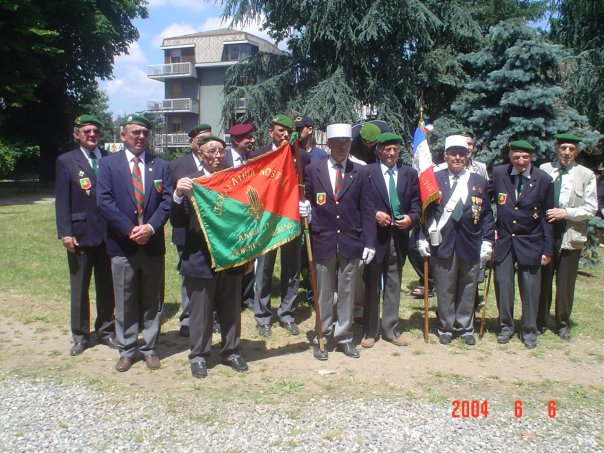
Magenta, 6 giugno 2004. Ex legionari dell'ANIEL ripresi dopo la sfilata in ricordo della battaglia di Magenta. Penultimo a destra Federico Colombatto, il legionario più anziano d'Italia

La legione straniera francese (in francese Légion étrangère) è un corpo militare d'élite dell'esercito francese strutturato su 11 reggimenti, di cui 9 sul suolo francese e 2 oltremare. Al 2007 contava 7 699 uomini suddivisi tra 413 ufficiali, 1 741 sottufficiali e 5 545 militari di rango.

## Storia
Venne creata con decreto del re Luigi Filippo di Francia il 10 marzo 1831, a supporto della conquista francese dell'Algeria, incorporando tutti gli stranieri che avessero voluto firmare volontariamente un ingaggio. Il primo scontro a fuoco fu sostenuto a Maison Carrée: il reggimento si comportò talmente bene da meritare le spalline rosse e verdi dei Granatieri, oltre al tricolore francese.
Dopo la partecipazione alla guerra di Crimea insieme ai sardo-piemontesi a Sebastopoli combatté a Magenta, Solferino e Montebello contro gli austriaci. Soccorse poi Massimiliano I del Messico in Messico, dove però venne seriamente messa in difficoltà dai messicani: il 30 aprile 1863, nel villaggio di Camerone, una piccola colonna della Legione, al comando del capitano Danjou, fu attaccata e decimata, nonostante il valore dei legionari, dai patrioti messicani. Quel giorno di gloria è tutt'oggi ricordato come la festa del Corpo.
Durante la seconda guerra mondiale la 13ème Demi-brigade de la Légion Étrangère (13ème DBLE) fece parte delle "Forze della Francia Libera", comandate dal generale Charles de Gaulle, e combatté in Norvegia, Africa, Italia e Germania. Sconfitta durante la guerra d'Indocina nella battaglia di Dien Bien Phu nel 1954, tornò in Algeria e successivamente spostò la sua sede, allora presso la cittadina di Sidi Bel Abbes, sul territorio metropolitano francese e in Corsica dopo l'indipendenza del paese arabo-africano. Attualmente fa parte integrante dell'esercito francese ed è spesso stata impegnata in missioni di pronto intervento e di peacekeeping oltre i confini nazionali.

## Organizzazione
Il corpo è inquadrato nell'organizzazione dell'esercito francese; e al vertice vi è il "comando della Legione straniera", anche se la struttura differisce in alcuni aspetti da quella tradizionale dell'Armée de terre.

Le unità principali sono di stanza sia nella Francia metropolitana, sia in quella d'oltremare:
- 1er Régiment Étranger (1er RE);
- 1er Régiment Étranger de Cavalerie (1er REC);
- 1er Régiment Étranger de Génie (1er REG);
- 2e Régiment Étranger d’Infanterie (2ème REI);
- 2e Régiment Étranger de Génie (2ème REG);
- 2e Régiment Étranger de Parachutistes (2ème REP);
- 3e Régiment Étranger d’Infanterie (3ème REI);
- Détachement de Légion Étrangère de Mayotte (DLEM);
- 4e Régiment Étranger (4èmeRE), based in Castelnaudary;
- Groupement de Recrutement de la Légion Etrangère (G.R.L.E);
- 13e Demi-Brigade de Légion Étrangère (13ème DBLE).

## Reclutamento
L'unità è formata da volontari, in gran parte stranieri, e seppure non esistano disposizioni particolari di legge che vietino il reclutamento femminile nel corpo, la sua composizione rimane esclusivamente fatta di volontari di sesso maschile, sotto comando francese, e il volontario può in ogni momento recedere dall'impegno e chiedere di essere congedato. La durata della ferma iniziale è fissata a cinque anni. L'età considerata per l'arruolamento oscilla tra i 17 ed i 39 anni e mezzo e già dopo tre anni di servizio irreprensibile si avrà la possibilità su richiesta di acquisire la cittadinanza francese.
Generalmente le donne non sono accettate, anche se alcuni ufficiali e sottufficiali donne dell'esercito francese risultano distaccate presso alcuni suoi reparti. Sono accettati volontari che abbiano ovviamente i requisiti fisici previsti, anche con precedenti penali purché non gravi (sono ad esempio respinti gli omicidi, gli stupratori, i membri di organizzazioni criminali, gli spacciatori e i trafficanti di droga, i pedofili, i disertori di paesi alleati della Francia), ma che non abbiano in corso procedimenti penali aperti a loro carico. Sono altresì respinti i volontari con problemi di tossicodipendenza e alcolismo. I documenti richiesti sono il passaporto per chi proviene da paesi che non fanno parte dell'Unione Europea e la carta d'identità per coloro che invece provengono da paesi che fanno parte dell'Unione Europea, da corredare poi, ma senza alcun obbligo, con permesso di soggiorno, fotocopia di libretto di famiglia, con eventuali certificato di matrimonio, certificato di divorzio, estratto di nascita.

## Addestramento
Dopo una rigorosa selezione di carattere fisico, motivazionale, giudiziario e psicoattitudinale (viene accettato in media un candidato su otto), che si svolge presso le strutture del Gruppo di reclutamento della Legione straniera di Aubagne e dura due settimane, ad opera della commissione di selezione, l'aspirante legionario viene inviato presso il centro di addestramento di base della Legione di Castelnaudary del 4e Régiment étranger (4º RE). Qui dovrà sottoporsi a un durissimo corso di addestramento della durata di quattro mesi nella "Compagnie de Engagé Volontairies", la "3 CEV". "L'arruolato volontario", considerato dagli istruttori uno "0", zero, viene privato dell'identità e di ogni sua proprietà, non ha diritto alla libera uscita, né a telefonare o comunicare con l'esterno, leggere i quotidiani o guardare la televisione, il tutto nell'ottica degli addestratori di far dimenticare alle reclute, gli “engagés volontaires”, la vita civile. Nel primo mese la recluta è addestrata nella "ferme" di Cuin a Saint-Gaudéric, una specie di fattoria in mezzo ai boschi e ai campi nel sud-ovest della Francia, senza riscaldamento e dall'arredo spartano. Le reclute sono così impegnate tutto il giorno e la notte nell'uso delle armi portatili, nel combattimento corpo a corpo, nel nuoto nelle acque, meglio se ghiacciate, dello stagno circostante, nell'addestramento formale, nello strisciare nel fango,  nell'attività fisica con la privazione del sonno e del cibo, dei primi rudimenti di vita militare, della lingua francese e dei canti tradizionali, e un'approssimativa igiene personale con l'acqua fredda anche se d'inverno. Il volontario è costantemente vigilato a tal punto che deve chiedere il permesso per usufruire dei servizi igienici e valutato in ogni azione compiuta. L'umiliazione della persona, le percosse fisiche e il bullismo, seppur condannate dalle autorità politiche, nella realtà sono sistematicamente praticate con la tolleranza dei comandanti e la mancanza del singolo si ripercuote con una punizione di tutta la sua sezione di appartenenza. Un esempio è lo smontaggio degli arredi della camerata da collocarsi nel piazzale in ordine perfetto e rapidamente. Al termine del primo mese di addestramento, l'arruolato volontario ottiene la qualifica di legionario. Tuttavia, deve ancora superare l'ultima prova per ottenere il "képi blanc", il tipico copricapo tradizionale della Legione. Questa prova consiste in una marcia di 60 chilometri in due giorni, con 30 kilogrammi di peso nello zaino. La marcia viene di norma effettuata sui monti pirenaici, ma può anche essere svolta in altri luoghi storici francesi. Questa prova è detta "marcia del Kepi Blanc". Se l'arruolato la supera, avviene la cerimonia dell'avvenuto superamento del corso e dell'incorporamento nel Corpo, detta "remise de Kepì Blanc". Di norma essa ha luogo sulla pubblica piazza di un comune turnante della Provenza, di fronte alle autorità civili e militari ed ai rappresentanti delle associazioni d'arma in congedo. Dopo la marcia e "la remise de Kepì Blanc", la 3a Compagnia d’istruzione si scioglie e si ritorna al 4° Reggimento straniero di Castelnaudary, per proseguire per altri tre mesi l’istruzione di base e lo studio della lingua francese nella fattoria di Bel Air a Puginier. Qui, 
gli engagés volontaires sono accoppiati in “binomi”, uno dei due è francofono, così è più facile capire gli ordini e imparare il francese. Dove va l’uno, va l’altro, si completano e inoltre dovranno svolgere la "Red marche" di 120 chilometri. 
Successivamente al completamento del corso di base, il personale viene inviato ai Reggimenti operativi, i primi classificati del corso potranno scegliere l'unità mentre gli altri subiranno la scelta in base alle esigenze del Corpo.

## Caratteristiche

### L'anonimato
La legge del 1831, promulgata da Luigi Filippo di Francia che formava ufficialmente una Legione straniera, stabiliva che i volontari senza documenti “vengono rimandati davanti all’Uffiziale generale comandante, il quale deciderà se l’arruolamento può essere ricevuto”. Quindi in passato la fedina penale e la vera identità dei volontari veniva giudicata superficialmente dagli ufficiali, diventando il Corpo rifugio di chi cercava un’impunità di fatto dai crimini commessi in patria, o di chi aveva bisogno per qualche motivo di farsi dimenticare. Tale regola è presente ancora oggi nello Statuto della Legione, per cui ancora oggi è possibile arruolare volontari senza documenti che ne comprovano l'identità. Infatti la Legione dà la possibilità di cominciare una nuova vita partendo da zero, purché si decida di intraprendere seriamente un nuovo cammino e non si ricada in eventuali errori del passato. L'arruolamento avviene in tal caso sotto "identità dichiarata" o sotto identità anonima. Formalmente quest'ultima da un punto di vista giuridico non è contemplata dallo Statuto, perché la Legione chiede comunque di dichiarare un'identità anche in mancanza di documenti; tuttavia è ciò che avviene nella realtà dei fatti, dal momento che non vi è obbligo di fornire tali documenti d'identità. In quest'ultimo caso il volontario non dichiara nulla riguardo alle sue generalità e al suo passato, riservandosi di documentare la propria identità se del caso in futuro. La Legione rispetta la scelta del volontario di rimanere anonimo. L'identità anonima è detta anche"identità fittizia", poiché la Legione fornisce al volontario una nuova identità, che ovviamente non può essere quella vera. Le identità, fittizie (anonime) o dichiarate che siano, dovranno essere mantenute fino a quando la Legione periodicamente non chiederà al legionario di regolarizzare la propria situazione. Tuttavia sarà il legionario a decidere se continuare a mantenere la propria identità - fittizia o dichiarata - o meno, ma dovrà essere in grado di presentare i documenti necessari allo scopo richiesti dalla Legione, nel caso voglia ripristinare la propria vera identità. Nel caso dell'identità dichiarata, che è diversa dall'identità fittizia, il volontario dichiara comunque un'identità, che non necessariamente è fittizia. La Legione, in quest'ultimo caso, può decidere a sua discrezione di avviare delle indagini per verificare se il volontario abbia detto la verità o meno, riguardo alla sua identità e al suo passato. Nel caso di dichiarazioni false, la Legione può decidere di respingere il volontario.
 Va altresì detto che anche i volontari che si sono arruolati presentando la documentazione relativa alla propria identità, all'inizio del proprio arruolamento e fino a quando non gli viene chiesto di regolarizzare la propria situazione militare, avranno assegnata una nuova identità, che potranno abbandonare a favore del recupero della propria vera identità, al momento della richiesta, che verrà effettuata ciclicamente a partire da un periodo di tempo che può oscillare dai sei mesi a un anno di servizio, a maggior ragione del fatto che già la documentazione relativa alla loro identità è in possesso della Legione in quanto precedentemente consegnata dal volontario e infine confiscata. Questo avviene per motivi di sicurezza e per non creare differenze con chi invece si è arruolato con identità anonima o dichiarata.

### La disciplina
Le norme che regolano la vita militare del corpo militare sono le stesse in uso presso le forze armate francesi ma la disciplina militare adottata è molto dura e severa. Il grado di obbedienza richiesto verso i superiori è assoluto. Tra le eventuali punizioni fisiche il duro lavoro, la privazione del sonno e del cibo, le vessazioni, uniti al costante incitamento a dimenticare il proprio passato, concorrono alla formazione del legionario nei primi mesi dell'addestramento ma anche oltre. È consuetudine scontare punizioni collettive per le trasgressioni dei singoli al fine di favorire non solo la coesione del reparto ma il controllo sistematico del gruppo sull'operato del singolo. La disciplina si esprime anche nella semplice gestione del proprio vestiario in special modo della camicia d'ordinanza che deve essere impeccabile. Difatti essa possiede nella parte frontale tre piegoline a destra, tre a sinistra e altre tre dietro. Sono piegoline della stoffa che si ottengono solamente con la pressione del ferro da stiro e occupano il legionario un'ora nella sua composizione. È prevista una dura sanzione se una delle pieghe è arricciata. Anche la vita affettiva e la proprietà di beni è duramente disciplinata e nel corso dei primi cinque anni di servizio il legionario non potrà sposarsi o acquistare un immobile e solo dopo tre anni potrà, con il permesso del comando, acquistare un'automobile o una motocicletta. Pure il possesso di un computer necessita di un'apposita autorizzazione.

### La carriera militare
La carriera militare, e di conseguenza l'accesso ai gradi nella Legione, è determinata dalla stessa e non avviene su domanda dell'interessato. Essa ha inizio sempre su segnalazione dei superiori dopo un'attenta valutazione di merito, capacità, attitudine e personalità del prescelto. La formazione dei graduati e dei sottufficiali è di sola pertinenza della Legione e avviene al 4° RE di Castelnaudary.
Lo stesso legionario dopo 3 anni di servizio, di cui l'ultimo anno con il grado di Caporal, può essere proposto per il grado di Sergeant (Marechal de logis per il 1° REC) e da qui in avanti si potrebbe aprire la carriera dei "Sous Officer". Di norma il caporal può diventare Caporal-Chef ma la sua carriera termina e molti Caporal-Chef ricoprono responsabilità che in genere sono di pertinenza del grado di Adjudant o Major con più di 20 anni di servizio decorati del Chevalier de la Legion d'Honneur e della Médaille militaire. Dal grado di Sergeant, si può accedere al grado di Sergeant-Chef (Marechal de Logis-Chef per il 1° REC) dopo aver trascorso 3 anni con il grado di Sergeant. Successivamente dal grado di Sergeant-Chef vi è la possibilità di essere nominati al grado di Adjudant, sempre dopo 3 anni di servizio con il grado di Sergeant-Chef. Questa carriera di un legionario tipo comporta dai 7 ai 14 anni di servizio. Proseguendo, l'Adjudant può essere promosso al grado di Adjudant-Chef, sempre avendo trascorso 4 anni con il grado di Adjudant.
L'unico avanzamento di grado possibile con un concorso nazionale è quello da Adjudant-Chef a Major ossia dai 14 ai 25 anni di servizio e più. Il legionario così diventato Sous Officer può accedere alla pensione con circa 27- 32 anni di servizio anche se è previsto un pensionamento dopo 15 anni di servizio. Considerando il 100% di legionari che si arruolano attualmente, solo il 35% circa può diventare Sous Officer. Per motivi disciplinari nella Legione, al contrario di quanto avviene nelle Forze armate francesi,  è prevista dai regolamenti la mobilità "verso il basso", ossia la perdita del grado, in quanto vige il detto nel Corpo che "i gradi sono in prestito!".
Gli ufficiali nella quasi totalità provengono dall'École spéciale militaire de Saint-Cyr e di norma l'ufficiale destinato ad un reggimento della Legione vi trascorre circa due anni. Poi viene riassegnato ad altro reggimento dell'Armee de Terre. È uso abbastanza comune che l'ufficiale assegnato alla Legione, al termine del periodo, cambi un bottone della propria giacca dell'uniforme con uno avente lo stemma della Legione. Il 10% dei posti degli ufficiali della Legione è riservato per regolamento agli ufficiali di provenienza straniera. Di conseguenza ogni legionario nel corso della sua carriera professionale, su segnalazione del Comando, può aspirare, se nel grado di sergente, alla promozione nei ranghi degli ufficiali dopo un corso della durata di un anno preso la Scuola Interarmi e anche raggiungere il vertice della gerarchia militare come generale, ma solo se naturalizzato francese.
Al 2024, partendo dal grado di legionario semplice è possibile aspirare come grado massimo a ufficiale inferiore, tenente, capitano o tenente colonnello, poiché oltre non sarebbe possibile per raggiunti limiti di età. Difatti il legionario una volta arruolato, esempio a 19 anni d'età, può dopo 2 anni di servizio essere promosso Caporal (Brigadier per il 1° REC) e dopo 6 anni Caporal-chef (Brigadier-chef per il 1° REC).

## Unità

### Esistenti
Attualmente conta 7 699 uomini, divisi in 413 ufficiali, 1 741 sottufficiali e 5 545 militari di rango. Sono inquadrati in un comando e 11 unità, di cui tre alle dirette dipendenze del comando della Legione, gli altri inquadrati in brigate dell'Armée française:
Comando e unità di base
- Commandement de la Légion étrangère (COMLE) - (Comando della Legione straniera), Quartier Generale, basato a Aubagne
  - Groupement du recrutement de la Légion étrangère (GRLE) - (Gruppo di reclutamento della Legione straniera), basato a Fort de Nogent
  - 1er Régiment étranger (1er RE) - (1º Reggimento straniero), basato a Aubagne (800 uomini)
    - Musique de la Légion étrangère (banda militare)

  - 4e Régiment étranger (4e RE) - (4º Reggimento straniero), addestramento, basato a Castelnaudary (570 uomini più i volontari in addestramento)

I reggimenti da combattimento dislocati nella Francia metropolitana
- 1er Régiment étranger de cavalerie (1er REC) - (1º Reggimento straniero di cavalleria), basato a Orange (950 uomini)
- 1er Régiment étranger de génie (1er REG) - (1º Reggimento straniero del genio), basato a Laudun (1 000 uomini)
- 2e Régiment étranger de génie (2e REG) - (2º Reggimento straniero del genio), basato a Saint-Christol (870 uomini)
- 2e Régiment étranger d'infanterie (2e REI) - (2º Reggimento straniero di fanteria), basato a Nîmes (1 300 uomini),
- 2e Régiment étranger de parachutistes (2e REP) - (2º Reggimento straniero paracadutisti), basato a Calvi in Corsica (1 234 uomini)
- 13e Demi-brigade de Légion étrangère (13e DBLE) - (13ª Semi-brigata della Legione straniera), basata a Gibuti fino al 2011, ad Abu Dhabi dal 2011 al 2016, dal 2016 a La Cavalerie.

I reggimenti da combattimento dislocati oltremare
- 3e Régiment étranger d’infanterie (3e REI) - (3º Reggimento straniero di fanteria), basato a Kourou nella Guiana francese (250 legionari permanenti e 380 turnanti a rotazione da altri reparti.
- 5e Régiment étranger (5° Reggimento straniero), basato a Dzaoudzi nell'arcipelago di Mayotte nell'oceano Indiano, (240 uomini, 80 permanenti e 160 turnanti a rotazione da altri reparti)

### Soppresse
- 1º reggimento straniero paracadutisti (sciolto dopo il golpe di Algeri il 30 aprile 1961)
- 3º reggimento straniero paracadutisti (sciolto il 1º dicembre 1955)
- 6º reggimento straniero del genio, ricostituito nel 1999 nel 1º reggimento straniero del genio
- 6º reggimento straniero di fanteria (sciolto il 31 dicembre 1941)
- Reggimento di marcia della Legione straniera, diventato il 3º reggimento straniero di fanteria
- 11º reggimento straniero di fanteria
- 12º reggimento straniero di fanteria
- 21º reggimento di marcia dei volontari stranieri
- 22º reggimento di marcia dei volontari stranieri
- 23º reggimento di marcia dei volontari stranieri
- 2º reggimento straniero di cavalleria, sostituito dal Distaccamento della Legione straniera di Mayotte
- Mezza brigata della Legione straniera in Indocina, diventata il 5º reggimento straniero di fanteria, poi il 5º reggimento misto del Pacifico, poi il 5º reggimento straniero sciolto nel 2000
- Deposito comune dei reggimenti stranieri (DCRE)
- 97º Gruppo di ricognizione divisionale (GRD 57)
- Compagnie montate
- Compagnie sahariane portate della Legione straniera (CSPL)

## Le istituzioni sociali

### Maison du Légionnaire
La "Casa del legionario" e l'"Istituto degli Invalidi della Legione", conosciuto anche con l'acronimo di I.I.L.E., sono due istituzioni di solidarietà della Legione ed hanno il compito di ospitare e assistere in due strutture protette gli ex anziani legionari celibi, autonomi fisicamente e dotati di un certificato di buona condotta. La "Casa del legionario", situata a Auriol in Provenza fu fondata l'8 luglio del 1934 su iniziativa del signor Rambaud, presidente del Circolo di ex legionari di Marsiglia e del generale Paul-Frédéric Rollet.

### Institution des Invalides de la Légion Etrangère
L'"Istituzione degli Invalidi" si trova nell'area dedicata al capitano Danjou, l'eroe della battaglia di Camerone, vicino al villaggio di Puyloubier ai piedi del monte Sainte Victoire. La missione dell'istituto è quello di accogliere e ospitare gli ex Legionari e garantire la riabilitazione dei disabili. Qui, i veterani si dedicano all'agricoltura, con la produzione limitata di un ottimo vino, a lavori artigianali, nella scrittura, nei racconti ai giovani francesi e ai giovani legionari neo arruolati che passano per Puyloubier per completare il loro addestramento sotto il profilo morale e culturale. Tra i vari ospiti si ricorda Siegfried Freytag, asso dell'aviazione tedesca durante la seconda guerra mondiale.

## Militaria

### Marcia
La Legione, dato il passo lento della marcia, sfila sempre per ultima nel corso della rassegna militare del 14 luglio sugli Champs Elysées, in occasione della festa nazionale francese. Uno dei suoi simboli - una pagoda (ricordo del soggiorno in Indocina) ricca di elementi metallici che tintinnano a ogni passo - produce un'impressione apparentemente non marziale, così come il passo di marcia che non è minimamente cadenzato e che si risolve a essere una semplice, per quanto perfettamente sincrona, camminata.
Proprio il contrasto fra la fama militare assolutamente rimarchevole della Legione e queste sue tradizioni estranee all'orpello militaristico crea un certo pathos, assolutamente degno di nota.

### Uniforme
Caratteristica dell'uniforme della Legione è la fusciacca azzurra, portata in vita sotto il cinturone.
Nato a Castagnole Monferrato nel 1899, Paolo Zappa fu un inviato speciale del quotidiano La Stampa, pubblicista e scrittore prolifico. Collaboratore con diverse testate giornalistiche, i suoi numerosi saggi furono spesso il frutto dei viaggi in Africa e nel lontano Oriente intrapresi come corrispondente dall'estero. Nel 1931 intraprese un viaggio in Marocco al seguito di una colonna della Legione in marcia verso la regione di Meknès-Tafilalet e descrisse quell'esaltante esperienza l'anno successivo nello scritto La Legione Straniera. Nel 1931 nel Meknès-Tafilalet si giocava l'indipendenza degli ultimi ribelli del Marocco che in 50.000 si contrapponevano all'esercito francese. I francesi, comandati dal maresciallo Luciano Saint, schieravano quattro reggimenti della Legione straniera con 18.000 uomini, 5 gruppi di automitragliatrici, 12 squadriglie di aeroplani più alcuni reparti di truppe coloniali (Spahis). Paolo Zappa per descrivere la vita spicciola nella Legione, si fece assumere come aiuto barman dal vivandiere Bellis, un tunisino di origine italiana che vendeva i suoi prodotti ai soldati francesi. Seguì il tragitto del battaglione del 4° REI che lentamente marciava da Marrakech verso Uarzazat per poi proseguire nella vallata di Dadés. Nel 1936 collaborò con il Servizio Informazioni Militari italiano nel corso di un'operazione a Gibuti. Nel 1938 Paolo Zappa sottoscrisse, con altri 360 intellettuali italiani, il manifesto delle leggi razziali. Fu autore, tra l'altro, di: L'ergastolo navigante, 1950; Il sergente Klems, 1942; Tra i lebbrosi, 1945; Lo spionaggio in questa guerra, 1940; I predoni di Rio de Oro, 1932; Singapore, porta del Pacifico, 1941; L'Intelligence Service e l'Etiopia, 1936; Date posizione! Episodio aviatorio in tre atti, 1937.

### Il "codice d'onore"
Il Codice d'onore del legionario
- Articolo 1. Legionario, sei un volontario che serve la Francia con onore e fedeltà.
- Articolo 2. Ogni legionario è tuo fratello d'armi qualunque sia la sua nazionalità, la sua razza, la sua religione. Gli devi dimostrare sempre la stretta solidarietà che deve unire i membri di una famiglia.
- Articolo 3. Rispettoso delle tradizioni, fedele ai tuoi capi, la disciplina e il cameratismo sono la tua forza, il coraggio e la lealtà le tue virtù.
- Articolo 4. Fiero della tua condizione di legionario, lo dimostri con la tua divisa sempre elegante, il tuo comportamento sempre degno ma modesto, il tuo alloggio sempre pulito e ordinato.
- Articolo 5. Soldato scelto, ti alleni con rigore, mantieni la tua arma come il tuo bene più prezioso, hai la preoccupazione costante della tua forma fisica.
- Articolo 6. La missione è sacra e la eseguirai fino in fondo, e se fosse necessario in operazione, lo farai perdendo la tua vita.
- Articolo 7. Nel combattimento, agisci senza passione e senza odio, rispetti i nemici vinti, tu non abbandoni mai né i tuoi morti, né i tuoi feriti, né le tue armi.

### Il "bon mec"
“Bon mec” è un'espressione che viene usata comunemente nella vita spicciola della Legione straniera per indicare i "tipi a posto", i legionari con cui è un piacere lavorare e che contribuiscono a creare un ” bon ambiance”, un buon ambiente di lavoro. Un "bon mec" è un uomo di cui ci si può fidare, anche se non lo si conosce completamente. Anche se ha un grado più alto dell'interlocutore, sarà sempre corretto e onesto nei comportamenti. È uno che dà sempre una mano nelle difficoltà, prendendosi pure dei rischi. Un "bon mec" non sempre è considerato un buon militare, anzi a volte sono proprio i “bananien”, cioè quelli che non si preoccupano della carriera, che non si tirano indietro se c'è una rissa, che non tradiscono gli amici e rimangono "1er classe" a vita e sono continuamente in “tale”, nella prigione. Conoscono bene la sofferenza, l’ingiustizia e quanta più competizione sociale ci sia quanto più si avanza di grado. Sono disillusi e se ne fregano delle belle parole, degli sketch, dei teatrini, ma sono sempre pronti a aiutare i colleghi in difficoltà.

## Editoria
La Legione straniera dispone di un proprio organo di stampa, il mensile Képi blanc. È un giornale venduto esclusivamente per abbonamento e i proventi sono interamente versati al Fondo d'entrata della Legione straniera per assicurare il funzionamento dell'Istituzione degli invalidi del Corpo con sede a Puyloubier in Provenza.
Il primo bollettino associativo della Legione fu chiamato La Legione straniera, rivista storica e d'attualità, creato nel 1912. Sospesa la pubblicazione nel corso della Grande Guerra, rinacque nel 1931 per merito dell'Unione dei soci veterani della Legione straniera (USALE). Nel 1945 la rivista cambiò nome in Vert e Rouge che sarà pubblicata fino al 1959.
Képi blanc fu fondato il 30 aprile del 1947 e oggi la redazione e la stampa si trovano in un apposito fabbricato ad Aubagne, all'interno della caserma. La rivista viene distribuita in 66 paesi del mondo e si sovvenziona esclusivamente con i proventi degli abbonati o con le donazioni. Attuale direttore è il tenente colonnello Xavier Lantaires.
La Redazione è composta da 25 uomini di 15 nazionalità diverse altamente specializzati nei testi, nella grafica, nell'impaginazione, nelle fotografie, nell'uso delle più moderne apparecchiature. La tiratura del Képi blanc è di 15 000 copie mensili ed ogni copia è composta da 72 pagine. Il giornale di ottimo livello grafico e redazionale riporta la vita spicciola delle unità legionarie, biografie di ex legionari, episodi storici e altro. Una rubrica, aperta a tutti i lettori, permette agli ex legionari o a quelli in attività di relazionarsi fra di loro.

## Missioni militari

### Missioni del passato
- Algeria: 1831–1882
- Spagna: 1835–1838 - Prima guerra carlista
- Crimea: 1854–1855 - Guerra di Crimea, Assedio di Sebastopoli (1854-1855)
- Italia: 1859 - Seconda guerra d'indipendenza italiana, Battaglia di Magenta, Battaglia di Solferino e San Martino
- Messico: 1863–1867 - Intervento francese in Messico, Battaglia di Camerone
- Francia: 1870 - Guerra franco-prussiana, Battaglia di Orléans (1870)
- Sud Orano: 1882–1907
- Tonchino: 1883–1935
- Formosa: 1885
- Sudan: 1892–1893
- Dahomey: 1892–1894
- Madagascar: 1895–1905
- Marocco: 1900–1934
- Prima guerra mondiale: 1914-1918 - Campagna dei Dardanelli
- Levante: 1920-1939
- Marocco: 1920–1935
- Seconda guerra mondiale: 1939–1945 - Campagna di Norvegia, Campagna di Siria (1941), Battaglia di Bir Hacheim, Seconda battaglia di El Alamein, Operazione Dragoon, Battaglia di Montecassino
- Indocina: 1946–1954 - Guerra d'Indocina, Battaglia di Dien Bien Phu
- Madagascar: 1947–1950
- Tunisia: 1952–1954
- Marocco: 1953–1956
- Algeria: 1954–1962 - Guerra d'Algeria
- Ciad: 1969-1970
- Zaire: 1978 - Battaglia di Kolwezi
- Ciad : 1978-1988
- Libano: 1982-1983
- Guerra del Golfo : 1991 - Operazione Daguet
- Cambogia: 1992-1993
- Somalia: 1992-1993
- Jugoslavia: 1993
- Ruanda: 1994
- Ciad: 1996
- Bangui: 1996
- Repubblica del Congo: 1997
- Balcani: 1998-1999-2000
- Afghanistan: dal 2001-2010
- Costa d'Avorio: 2002-2006, operazione Liocorno
- Haiti: 2004
- Libano: 2006
- Ciad: 2008, EUFOR presso la frontiera est del Ciad
- Afghanistan: 2001-2010, missione di peace keeping e di supporto all'esercito Afghano.

### Missioni in atto
- Operazioni esterne
  - Guyana: Missione di presenza sul fiume Oyapok - Protezione alla base di lancio europea Ariane e vigilanza contro le attività illegali e clandestine- 3º REI
  - Mayotte: Prevenzione - 5° RE
- Operazioni interne
  - Parigi: VIGIPIRATE
- VIGIPIRATE = controllo del territorio francese per ordine pubblico

## Legionari celebri

### Il generale Paul Frederic Rollett
Il generale Paul Frederic Rollet è considerato il riformatore della Legione straniera e soprannominato Père de la Légion (il padre della Legione). Nacque a Auxerre (Yonne) il 2 dicembre 1875, secondo di quattro figli. Entrò giovanissimo nell'École spéciale militaire de Saint-Cyr, uscendone ufficiale. Assegnato alla Legione straniera combatté in Madagascar. Durante la Grande Guerra ebbe il comando del 1º Reggimento di Marcia e nel 1917 si distinse a Verdun-Cumiers-Forges occupando le rive del fiume Oie. Terminata la guerra contribuì alla pacificazione del Marocco. Per sua volontà nel 1931 a Sidi Bel Abbes si costruì il celebre monumento dedicato ai morti della Legione.
Rollet in quegli anni progettò l'apertura del Centro per anziani di Auriol che diverrà attivo nel 1934. Istituì il Centro di riconversione per i legionari congedati che oggi si trova a Malmouche nei pressi di Marsiglia.
Per il suo costante impegno fu nominato ispettore della Legione straniera e il 28 giugno 1935 Grande Ufficiale della Legion d'onore, la massima onorificenza francese. Nel 1935, dopo trent'anni di servizio, terminò il suo servizio militare. Ritiratosi in Francia a Parigi, vi morì il 6 aprile del 1941. La sua salma fu inumata nel cimitero di Sidi Bel Abbes a suggellare il suo legame di sangue con la Legione.

### Legionari d'origine francese

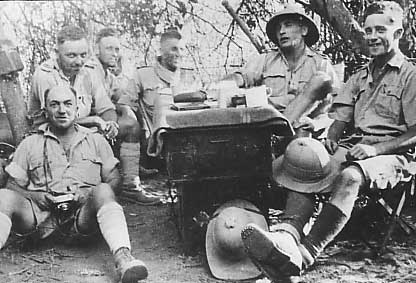
Eritrea 1941, posto comando della Legione straniera. Quarto da sinistra il tenente Gustavo Camerini e quinto il capitano Dimitri Amilakhvari.

### Legionari stranieri
- Miguel Atienza, criminale spagnolo.
- Shapur Bakhtiar, primo ministro iraniano.
- Don Marino Barreto Junior, cantante e musicista cubano
- Giuseppe Bottai, politico italiano.
- Blaise Cendrars, scrittore di origine svizzera.
- Nicolas De Staël, pittore di origine russa.
- Max Deutsch, compositore austriaco.
- François Faber, ciclista lussemburghese.
- Siegfried Freytag, asso dell'aviazione tedesca nella seconda guerra mondiale.
- Hugo Geoffrey, austriaco, da semplice legionario diventò generale dell'esercito francese.
- Ante Gotovina, generale dell'esercito croato, assolto dal tribunale dell'Aia per crimini di guerra.
- Hans Hartung, pittore.
- Ernst Jünger, scrittore.
- Norman Kerry, attore statunitense.
- Arthur Koestler, scrittore.
- Henry Lentulo, pioniere dell'odontoiatria.
- Raoul Lufbery, aviatore statunitense.
- Chris Madsen, agente federale statunitense.
- Simon Murray, uomo d'affari e scrittore inglese.
- Pal Nagy Bocsa y Sarközy, padre dell'ex presidente della Repubblica Francese Nicolas Sarkozy.
- Peter Julien Ortiz, ufficiale dell'esercito statunitense.
- Francesco Panitteri, fondatore dell'Associazione nazionale italiana ex legionari della Legione straniera francese, magistrato, ufficiale pilota della Regia aeronautica italiana e della Luftwaffe.
- Zinovi Pechkov, ufficiale e diplomatico.
- Heliodor Píka, generale dell'esercito cecoslovacco.
- Lazzaro Ponticelli, veterano della Grande Guerra.
- Cole Porter musicista statunitense.
- Alan Seeger, poeta statunitense.
- David Shaltiel, generale e diplomatico israeliano.
- Christian Simenon, politico belga, fratello del noto scrittore Georges Simenon.
- Tony Sloane, britannico, ha raccontato in un libro la sua avventura nella Legione nel 1988.
- Rolf Steiner (1933-1980), si arruolò nella Legione nel 1950, combatté in Indocina e in Algeria. Fu capo di mercenari in Biafra negli anni sessanta.
- Milorad Ulemek, militante serbo.
- Bernardo Valli, giornalista e scrittore italiano.
- William A. Wellman, regista statunitense.
- Francesco Zola (1795–1847), padre di Émile Zola.
- Tony Hunter-Choat, generale dell'esercito inglese.

- Ismael Urdaneta.poeta scrittore Venezuelano.

## La componente italiana
(Un capitano della Legione a un arruolato volontario italiano, Parigi, 31 maggio 1927)

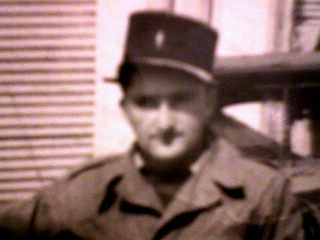
Caporal chef Ugo Bezzo nella guerra d'Indocina del 1954

La presenza degli italiani nella Legione è sempre stata numerosa. Dalle origini ai giorni nostri vi servirono circa in sessantamila. Ex ufficiali o soldati dell'esercito napoleonico, patrioti del Risorgimento, aristocratici, criminali comuni, antifascisti, anarchici, fascisti, avventurieri o idealisti cercarono tutti rifugio o azione sotto il kèpì bianco. Per fare un esempio: nel 1939 si arruolarono nella Legione 639 italiani, mentre dal 1944 al 1954, anno della caduta della fortezza di Dien Bien Phu, circa 10.000 italiani erano stati arruolati nella Legione straniera e per la maggior parte erano emigranti clandestini in Francia. Alla caduta della fortezza oltre 5.000 legionari italiani combattevano nella guerra d'Indocina, più di un migliaio erano i prigionieri di guerra italiani dei Viet Minh e oltre 1.300 erano i caduti in combattimento dal 1946
L'Ordre de la Libération è il secondo ordine commemorativo nazionale francese dopo la Legion d'onore. L'Ordine della Liberazione fu istituito generale Charles de Gaulle, comandante della Francia Libera per ricompensare le persone o le unità militari o la collettività civile che si segnalarono nella liberazione della Francia e del suo impero coloniale dalla dittatura fascista di Vichy e da quella nazista. I titolari hanno diritto al titolo onorifico di Compagnon de la Liberation (Compagni della Liberazione).

Gli unici italiani decorati furono quattro e tutti appartenenti alla Legione straniera: il capitano Gustavo Camerini, il sergente Augusto Bruschi, il caporale Dino Del Favero e il legionario di 2ª classe Ettore Toneatti.
L'Associazione Nazionale Italiana ex legionari della Legione straniera francese (Amicale des Anciens de la Légion étrangère d'Italie in lingua francese) all'atto della sua costituzione, avvenuta nel 1979, fu subito affiliata alla F.S.A.L.E. (Federation des Societes d'Anciens de la Légion étrangère) di Parigi e si propone per statuto di tutelare gli interessi degli ex appartenenti al Corpo e di perseguirne le tradizioni. La prima associazione nazionale di ex legionari italiani fu creata nel 1979 a Trapani da Francesco Panitteri che rimase il presidente eletto sino alla morte avvenuta nel 1990.
La sede dell'Associazione si trova a Vicenza; l'associazione raggruppa qualche centinaia di iscritti e fra le varie manifestazioni a cui partecipa vi è la ricorrenza annuale della battaglia di Magenta.

## Dati statistici
Al 2024 un terzo circa dei volontari proveniva dall'Europa Occidentale, tra cui la Francia, un terzo dai paesi dell'Europa Orientale e un terzo dal resto del mondo, che si divide tra il 10% dall'America latina,il 10% dall'Asia e il 10% dal Maghreb, l'Africa, il Medio Oriente. Si stima che su circa 1 000 reclute all'anno, un quarto dei reclutati provenga dall'Europa orientale, i francesi rappresentano il 10-15%, mentre i francofoni tra il 20 e il 25%. Lo stipendio di un legionario è commisurato al grado ricoperto e all'anzianità di servizio. Al 2024, nei primi anni da legionario, lo stipendio netto è di 1300 euro al mese, con vitto e alloggio gratuiti, ma a cui bisogna sottrarre alcune spese obbligatorie relative ad accessori o la mensa. In missione all'estero lo stipendio è quasi raddoppiato.
Per quanto riguarda il fattore della diserzione, ogni anno è stimata una media di circa 250 reclute.

### Composizione per nazionalità
La seguente tabella riepiloga le stime di tutti i legionari per nazionalità dal 1830 al 1961:
| Rang | Nazionalità    | Effettivi |
| ---- | -------------- | --------- |
| 1    | Tedeschi       | 210.000   |
| 2    | Italiani       | 60.000    |
| 3    | Belgi          | 50.000    |
| 4    | Francesi       | 50.000    |
| 5    | Spagnoli       | 40.000    |
| 6    | Svizzeri       | 30.000    |
| 7    | Polacchi       | 10.000    |
| 8    | Russi          | 6.000     |
| 9    | Austriaci      | 5.000     |
| 10   | Ungheresi      | 4.000     |
| 11   | Greci          | 4.000     |
| 12   | Cechi          | 4.000     |
| 13   | Olandesi       | 3.000     |
| 14   | Iugoslavi      | 3.000     |
| 15   | Lussemburghesi | 2.300     |
| 16   | Britannici     | 1.500     |
| 17   | Romeni         | 1.500     |
| 18   | Portoghesi     | 1.300     |
| 19   | Danesi         | 1.000     |
| 20   | Turchi         | 1.000     |
| 21   | Statunitensi   | 1.000     |
| 22   | Bulgari        | 500       |
| 23   | Finlandesi     | 500       |
| 24   | Svedesi        | 500       |
| 25   | Algerini       | 500       |
| 26   | Vietnamiti     | 200       |
| 27   | Marocchini     | 200       |
| 28   | Tunisini       | 200       |
| 29   | Argentini      | 100       |
| 30   | Brasiliani     | 100       |
| 31   | Giapponesi     | 100       |
| 32   | Canadesi       | 100       |
| 33   | Lituani        | 100       |
| 34   | Lettoni        | 100       |
| 35   | Norvegesi      | 100       |
| 36   | Egiziani       | 100       |

### Comandanti della Legione straniera
Elenco dei generali che hanno comandato la Legione Straniera.
| Paul Frederic Rollett | 1931-1935 |

| Monclar | 1948-1950 |

| Jean Olié | 1950-1951 |

| colonel Lennuyeux | 1955-1957 |

| colonel Lennuyeux | 1957-1958 |
| Gardy             | 1958-1960 |
| Morel             | 1960-1962 |
| Lefort            | 1962-1964 |

| Letestu  | 1972-1973 |
| Fourreau | 1973-1976 |
| Goupil   | 1976-1980 |
| Lardry   | 1980-1982 |
| Coullon  | 1982-1984 |

| Coullon                    | 1984-1985 |
| Roué                       | 1985-1988 |
| Le Corre                   | 1988-1992 |
| Colcomb                    | 1992-1994 |
| Piquemal                   | 1994-1999 |
| Grail                      | 1999-2002 |
| Franceschi                 | 2002-2004 |
| Dary                       | 2004-2006 |
| Pichot de Champfleury      | 2006-2009 |
| Alain Bouquin              | 2009-2011 |
| Christophe de Saint Chamas | 2011      |

## Cultura di massa

### Musica
- Mon légionnaire
- Non, je ne regrette rien
- Le Fanion de la Légion
- French Foreign Legion
- Un dur, un vrai, un tatoué

### Cinema
La fama storica e l'alone leggendario della Legione straniera francese hanno ispirato vari film, tra cui:
- Beau Geste, nelle tre versioni del 1926 (muta), del 1939 e del 1966
- Legione straniera (The Foreign Legion), regia di Edward Sloman (1928) film statunitense
- Sotto due bandiere (Under Two Flags), regia di Frank Lloyd (1936)
- I diavoli volanti (Stanlio e Ollio), regia di A. Edward Sutherland (1939)
- Legione straniera, regia di Basilio Franchina (1952) film italo-francese
- La legione del Sahara (Desert Legion), regia di Joseph Pevney (1953)
- La porta della Cina (China Gate), regia di Samuel Fuller (1957)
- Marcia o crepa  (Commando), regia di Frank Wisbar (1962)
- Vado in guerra a far quattrini  (Le facteur s'en va-t-en guerre), regia di Claude Bernard Aubert (1966)
- Il sergente Klems, regia di Sergio Grieco (1971)
- La bandera - Marcia o muori (March or Die), regia di Dick Richards (1977)
- Commando d'assalto, regia di Raoul Coutard (1980)
- L'oro dei legionari, regia di Henri Verneuil (1984)
- Fort Saganne, regia di Alain Corneau (1984)
- The Legionary - Fuga all'inferno, regia di Peter MacDonald (1998)
- Beau Travail, regia di Claire Denis (1999)
- La Mummia, regia di Stephen Sommers (1999)
- Disco Boy, regia di Giacomo Abbruzzese (2023)